# Голчиковце
Голчиковце (словац. Holčíkovce) — село и одноимённая община в районе Вранов-над-Топлёу Прешовского края Словакии.

## История
Впервые упоминается в 1408 году.
В селе есть римо-католический костел Марии де Мерседе.

## Население
| Год:                | 1994 | 2004 | 2014    | 2024    |
| ------------------- | ---- | ---- | ------- | ------- |
| Количество человек: | 470  | 470  | 425     | 419     |
| Разница:            |      | +0 % | −9,57 % | −1,41 % |

Национальный состав населения (по данным последней переписи населения 2001 года):
- словаки — 99,38 %,
- русины — 0,21 %,
- поляки — 0,21 %.

Состав населения по принадлежности к религии состоянию на 2001 год:
- римо-католики — 90,93 %,
- греко-католики — 7,22 %,
- православные — 0,41 %,
- гуситы — 0,21 %,
- не считают себя верующими или не принадлежат к одной конфессии — 1,24 %.